# Vernaccia di Oristano
Le Vernaccia di Oristano est un vin DOC produit dans la province de Oristano à partir de la vernaccia.

## Caractéristiques organoleptiques
- Robe: Jaune doré ambré.
- Bouquet: nez délicat aux notes de fleur d'amandier.
- Gout: fin, léger, chaud, léger arrière-gout agréable d'amande amère.

## Histoire
La Vernaccia di Oristano a des origines très anciennes au point de laisser supposer la spontanéité de Vitis vinifera.
Son nom dérive du latin « Vernacula », vin vernaculaire et sa première trace écrite remonte à 1327, dans le Breve di Villa di Chiesa, livre de lois conservé à Iglesias.
Pendant la période des Judicats, grâce à la volonté d'Éléonore d'Arborée s'imposèrent avec la "Carta de Logu" l'implantation de vignobles sur les terres incultes et de sévères lois pour leur maintien.
À la fin du XIXe siècle, toutes les vignes d'Europe - et donc la Vernaccia di Oristano - furent endommagées par le phylloxera, combattu par greffage de plants américains.
L'après-guerre vit une forte reprise de la production, beaucoup de producteurs se réunirent en coopérative et obtinrent une règlementation de la production de la Vernaccia di Oristano DOC.
Mais les années 90 virent une grosse chute de la production et une perte d'intérêt des producteurs comme des consommateurs, à cause des primes européennes à l'arrachage, des coûts élevés de production dus à la jachère triennale du produit et la quantité croissante de produits présents sur le marché qui portent à un choix plus large pour le consommateur.

## Plats conseillés
Se boit frais en apéritif ou avec des préparations de poisson au gout fort comme la boutargue (de mulet ou de thon), les fromages forts ou fumés.

## Production
Province, saison, volume en hectolitres
- Oristano  (1990/91)  1354,53
- Oristano  (1992/93)  3559,89
- Oristano  (1993/94)  4619,1
- Oristano  (1994/95)  1492,6
- Oristano  (1995/96)  1352,14
- Oristano  (1996/97)  1039,22